# Luigi Cadorna
Luigi Cadorna (ur. 4 września 1850 w Verbanii, zm. 21 grudnia 1928 w Bordigherze) – włoski generał. 

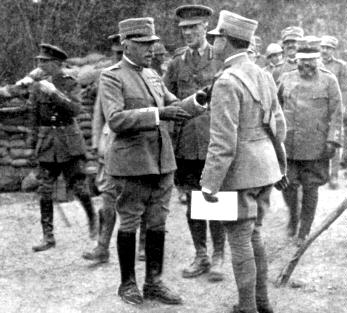
Luigi Cadorna na froncie

## Zarys biografii
W 1914 roku szef Sztabu Generalnego Armii Włoskiej. W latach 1915–1917 naczelny dowódca armii włoskiej podczas I wojny światowej. W 1915 roku po przystąpieniu Włoch do wojny zorganizował kilka ofensyw przeciwko Austriakom, wykorzystując olbrzymią przewagę liczebną nad przeciwnikiem. Początkowo przy granicy z Austro-Węgrami dysponował około 400 tysiącami ludzi, a w tym czasie armia austriacka liczyła 80 tysięcy ludzi. Z biegiem czasu te proporcje zaczęły zmieniać się na korzyść Austro-Węgier. Od maja 1915 roku do marca 1916 roku dowodzeni przez gen. Cadornę Włosi stoczyli w sumie pięć bitew, ale żadna z nich nie przyniosła im większego sukcesu. Zdołali jedynie opanować nieduże obszary na południe od Trydentu i nad Isonzo. Odpowiedzialny za słabe przygotowanie i słabe uzbrojenie wojsk walczących z Austriakami oraz wysokie straty ludzkie. Ponadto odpowiedzialny za wiele wyroków śmierci na żołnierzach oskarżonych masowo o tchórzostwo i rozstrzeliwanych przez plutony egzekucyjne. Po klęsce wojsk włoskich w bitwie pod Caporetto w 1917 roku został zastąpiony przez generała Armando Diaza. Po dojściu do władzy Benito Mussoliniego mianowany marszałkiem w 1924 roku.